# Skjåk
Skjåk is een gemeente in de Noorse provincie Innlandet. De gemeente telde 2202 inwoners in januari 2017.
Skjåk grenst in het noorden aan Norddal, Rauma en Lesja, in het zuidoosten aan Lom, in het zuiden aan Luster en in het westen aan Stryn en Stranda. Het ligt aan de rivier de Otta. Skjåk ligt ingeklemd tussen de nationale parken Breheimen in het zuiden en Reinheimen in het noorden.
Skjåk is een eldorado voor vissers met zijn 200 km aan rivieren en veel viswater.
Bismo is een plaats in de gemeente. In de omgeving is de Gamle Strynefjellsvegen.

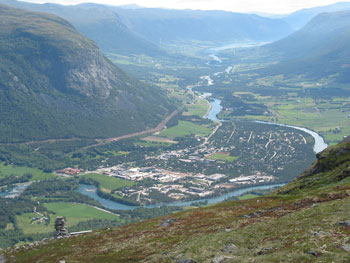
Skjåk

## Plaatsen binnen de gemeente
- Aurmoen
- Billingsdalen
- Bismo
- Bråtå
- Dønfoss
- Grotli
- Jøingsli
- Lundagrendi
- Marlo
- Nordberg
- Ramstadstronde
- Reppen
- Skjåkstronde
- Uppnose

Alvdal · Dovre · Eidskog · Elverum ·  Engerdal · Etnedal · Folldal · Gausdal · Gjøvik · Gran · Grue ·  Hamar · Kongsvinger · Lesja · Lillehammer · Lom ·  Løten · Nord-Aurdal · Nord-Fron · Nord-Odal · Nordre Land · Os · Østre Toten · Øyer · Øystre Slidre · Rendalen · Ringebu · Ringsaker · Sel · Skjåk · Stange · Stor-Elvdal · Søndre Land · Sør-Aurdal · Sør-Fron · Sør-Odal · Tolga · Trysil · Tynset · Vågå · Våler · Vang · Vestre Slidre · Vestre Toten · Åmot · Åsnes

Fylker van Noorwegen